# Хорхе да Сільва
Хорхе да Сільва (ісп. Jorge da Silva, нар. 11 грудня 1961, Монтевідео) — колишній уругвайський футболіст, що грав на позиції нападника. По завершенні ігрової кар'єри — футбольний тренер. Наразі очолює тренерський штаб команди «Аль-Наср» (Ер-Ріяд).
Виступав, зокрема, за клуби «Атлетіко» та «Америка де Калі», а також національну збірну Уругваю. Старший брат іншого колишнього гравця збірної Уругваю — Рубена Да Сільви, переможця Кубка Америки 1995 року.

## Клубна кар'єра
Народився 11 грудня 1961 року в місті Монтевідео. Виховувався в академії «Фенікса» до 1977 року, потім грав у молодіжному складі «Данубіо», але дебютував у професійному футболі вже будучи гравцем «Дефенсор Спортінг».
Протягом 1983–1985 років захищав кольори команди клубу «Реал Вальядолід». З командою він став найкращим бомбардиром ліги, забивши у сезоні 1983/84 сімнадцять голів у тридцяти матчах. Він став другим гравцем в клубі, який зміг отримати таке досягнення. Також з командою він став переможцем Кубку ліги Іспанії.
Своєю грою за останню команду привернув увагу представників тренерського штабу клубу «Атлетіко», до складу якого приєднався 1985 року. Відіграв за мадридський клуб наступні два сезони своєї ігрової кар'єри. Більшість часу, проведеного у складі «Атлетіко», був основним гравцем атакувальної ланки команди і одним з головних бомбардирів команди, маючи середню результативність на рівні 0,36 голу за гру першості. В першому ж році з новою командою Хорхе став переможцем Суперкубка Іспанії, забивши один з голів у ворота «Барселони».
Згодом з 1987 по 1990 рік грав у складі клубів «Рівер Плейт» та «Палестіно».
1991 року уклав контракт з клубом «Америка де Калі», у складі якого провів наступні три роки своєї кар'єри гравця. Граючи у складі «Америка де Калі» також здебільшого виходив на поле в основному складі команди. В новому клубі був серед найкращих голеодорів, відзначаючись забитим голом в середньому щонайменше у кожній третій грі чемпіонату і допоміг команді двічі стати чемпіоном Колумбії (1900 та 1992).
Протягом 1995 року захищав кольори команди клубу «Мільйонаріос».
Завершив професійну ігрову кар'єру у складі рідного клубу «Дефенсор Спортінг». Вдруге да Сільва прийшов до команди 1995 року і захищав її кольори до припинення виступів на професійному рівні у 1997 році.

## Виступи за збірні
1981 року залучався до складу молодіжної збірної Уругваю. У її складі був учасником молодіжного чемпіонату світу, на якому зіграв у 4 матчах, забив 2 голи і дійшов з командою до чвертьфіналу.
20 лютого 1982 року дебютував в офіційних матчах у складі національної збірної Уругваю в грі проти збірної Південної Кореї (2:2).
У складі збірної був учасником чемпіонату світу 1986 року у Мексиці та розіграшу Кубка Америки 1993 року в Еквадорі.
Протягом кар'єри у національній команді, яка тривала 12 років, провів у формі головної команди країни лише 26 матчів, забивши 6 голів.

## Кар'єра тренера
Розпочав тренерську кар'єру, повернувшись до футболу після тривалої перерви, 2007 року, очоливши тренерський штаб клубу «Дефенсор Спортінг». 2008 року під його керівництвом «Дефенсор» став чемпіоном Уругваю.
В подальшому очолював команди клубів «Аль-Наср» (Ер-Ріяд), «Годой-Крус», «Банфілд» та «Пеньяроль».
З 2014 року очолює тренерський штаб команди «Аль-Наср» (Ер-Ріяд).

## Титули і досягнення

### Як гравець
- Чемпіон Південної Америки (U-20): 1981
- Володар Кубка Ліги Іспанії (1): 1984
- Найкращий бомбардир чемпіонату Іспанії (1): 1984 (17 голів)
- Володар Суперкубка Іспанії (1): 1985
- Чемпіон Колумбії (2): 1990, 1992

### Як тренер
- Чемпіон Уругваю (2): 2008, 2013
- Чемпіон Саудівської Аравії: 2014-15